# Mare de Déu de Corçà
La Mare de Déu del Roser és l'església parroquial del poble de Corçà, al municipi d'Àger (Noguera) inclosa a l'Inventari del Patrimoni Arquitectònic de Catalunya.
Dedicada a la Mare de Déu del Roser i a Sant Gregori, és un edifici bastit a la segona meitat del segle xviii té una nau de planta rectangular amb capelles laterals i cor sobre l'entrada. Té contraforts interiors amb pilastres adossades. Els arcs són de mig punt. Les voltes de canó amb llunetes. La coberta de teula àrab forma un frontó a la façana principal sobre el portal dovellat i la rosassa del cor. La torre del campanar és de planta quadrada, tornant-se vuitavat, amb quatre finestres i cobert amb una cúpula de maçoneria amb ràfec de teula àrab. Els murs són de carreus irregulars reblats, de pedra del país.